# Клеопатра (донька Борея)
Клеопатра — дочка Борея і Оріфії. Сестра Зета і Калаїда. Чоловік Клеопатри Фіней.